# Kościół Matki Bożej Królowej Polski w Garnowie
Kościół Matki Bożej Królowej Polski w Garnowie – katolicki kościół filialny zlokalizowany we wsi Garnowo w gminie Chojna, w powiecie gryfińskim (województwo zachodniopomorskie). Jest filią parafii Świętego Krzyża w Nawodnej.

## Historia i architektura
Kościół został zbudowany w 2. połowie XIII wieku. Murowany z kamieni narzutowych, jest budowlą salową, sytuowaną na rzucie prostokąta. Wieża została dobudowana w późniejszym okresie. Wejście do kościoła znajduje się od strony zachodniej, w ścianie południowej widoczny jest ślad po zamurowanym wcześniejszym portalu. W ścianie wschodniej znajdują się dwa otwory okienne, jej szczyt zdobiony jest ostrołukowymi blendami. Okna w ścianach bocznych zostały przemurowane i poszerzone. Wnętrze kościoła nakrywa drewniany strop, nad wejściem znajduje się wsparta na słupach empora.
Kościół uległ zniszczeniu w trakcie II wojny światowej, trafiony w 1945 roku dwoma pociskami artyleryjskimi. Odbudowany został w latach 1989–1990. Konsekrował go w dniu 13 czerwca 1991 roku biskup Marian Błażej Kruszyłowicz.